# 黄新庄行宫
黄新庄行宫，位于北京市房山区良乡地区黄辛庄村，是清朝所建的皇家行宫。

## 简介
黄新庄行宫建于乾隆十三年（1748年），是清朝皇帝谒西陵时的驻跸之所。清朝自北京到西陵沿途共建有4座行宫，即黄新庄行宫、半壁店行宫、秋澜行宫、梁格庄行宫。梁格庄行宫是其中唯一保存至今的行宫。
《日下旧闻考》卷一百三十三《京畿良乡县》记载：

増：黄新庄行宫在良乡县北五里。（《良乡县册》）臣等谨按：黄新庄行宫建自乾隆十三年，每岁为我皇上谒陵驻跸之地。
増：乾隆十八年御制良乡行宫晩坐诗：又驻行时跸，萧斋可意清。去来时屡易，今昔念交萦。习武遵前迹，均劳念众情。春云傍晩重，希泽为新耕。
臣等谨按：良乡行宫御制诗，恭载首见之篇，余不备录。

《乾隆南巡图》第一卷《启跸京师》以“御制辛未孟春奉皇太后南巡启跸京师近体言志”为题，描绘了乾隆十六年正月十三日，乾隆帝奉太后自北京紫禁城内的乾清门启銮，经过大清门出正阳门，沿着西河沿大街向西行，转出广宁（安）门，过宛平县拱极城、卢沟桥、长新(辛)店，驻跸于黄新庄行宫的情景。
黄新庄行宫位于黄辛庄村内的公路西侧临街处，据说行宫最后几间建筑在1980年代被拆除。旧址现为一片仿古建筑。仿古建筑院中有片空地，空地上有一株古柏树、一座西湖石假山，旁有座小土包。这里应是黄新庄行宫的后花园。
2012年，黄新庄行宫遗址以“黄辛庄行宫遗址”之名被列为北京市房山区普查登记文物，2013年1月挂牌。